# Nick Greenwood
Nick Richard Greenwood (né le 28 septembre 1987 à Southington, Connecticut, États-Unis) est un lanceur gaucher des Ligues majeures de baseball qui a joué pour les Cardinals de Saint-Louis en 2014 et 2015.

## Carrière
Joueur des Rams de l'université de Rhode Island, Nick Greenwood est repêché au 14e tour de sélection par les Cardinals de Saint-Louis en 2009.
Greenwood fait ses débuts dans le baseball majeur comme lanceur de relève des Cardinals le 16 juin 2014 face aux Mets de New York. Il devient à cette occasion le premier releveur des Cardinals à mériter une victoire à son premier match dans les majeures depuis John Costello en 1988. Il lance 36 manches pour Saint-Louis en 2014, pour une moyenne de points mérités de 4,75. Il accorde deux points sans retirer de frappeurs à son unique présence avec les Cardinals en 2015. Au total, sa moyenne de points mérités s'élève à 5,25 en 36 manches et 20 matchs joués pour Saint-Louis lors de ces deux saisons.
Le 25 janvier 2016, il est mis sous contrat par les Cubs de Chicago.